# Ekstrakt (film)
Ekstrakt (ang. Extract) – amerykański film kryminalno-komediowy z 2009 roku.

## Treść
Joel Reynolds, właściciel zakładu produkującego esencję waniliową. Od pewnego czasu ma problemy małżeńskie, gdyż jego żona uchyla się od seksu. W tym samym czasie w fabryce dochodzi do wypadku, w wyniku którego jeden z pracowników stracił jądro. Zajście zmusza Joela do zatrudnienia dwóch osób, które mają zastąpić rannego Stepa. Jedną z nich jest piękna dziewczyna o imieniu Cindy. Joel jest zafascynowany nową pracownicą, ale nie chce zdradzać żony. Za radą przyjaciela postanawia zatrudnić młodego mężczyznę, który uwiedzie jego żonę. Wtedy nie będzie miał poczucia winy, że sam zdradził. Nie wie, że Cindy jest wyrafinowaną uwodzicielką, oszustką i złodziejką. Za jej radą Step składa pozew o wysokie odszkodowanie, którego wypłata może zrujnować firmę. Na dodatek wynajęty uwodziciel zakochuje się w jego żonie i nie chce odejść. Sprawy coraz bardziej się komplikują.

## Główne role
- Jason Bateman – Joel Reynolds
- Mila Kunis – Cindy
- Kristen Wiig – Suzie Reynolds
- Ben Affleck – Dean
- J.K. Simmons – Brian
- Clifton Collins Jr. – Step
- Dustin Milligan – Brad
- David Koechner – Nathan
- Beth Grant – Mary
- T.J. Miller – Rory
- Javier Gutiérrez – Hector
- Lidia Porto – Gabriella
- Gene Simmons – Joe Adler
- Matt Schulze – Willie
- Lamberto Gutierrez – Victor
- Brent Briscoe – Phil